# سازمان ملی زمین و مسکن
سازمان ملی زمین و مسکن که تا پیش از ۱۵ شهریور ۱۳۷۲ با نام سازمان زمین شهری شناخته می‌شد، از شرکت‌های دولتی وابسته به وزارت راه و شهرسازی است. این سازمان شرکتی است سهامی با مدت نامحدود که دارای شخصیت حقوقی و استقلال مالی بوده و طبق قانون تجارت، اساسنامه و مقررات مربوط به شرکتهای دولتی اداره می‌شود و سرپرست مدیرعاملی این سازمان علی نبیان است.

## تاریخچه
تا پیش از ۱۵ شهریور ۱۳۷۲ این سازمان با نام سازمان زمین شهری شناخته می‌شد و وابسته به وزارت مسکن و شهرسازی بود. بعد از تغییر نام، این سازمان کماکان وابسته به وزارت مسکن و شهرسازی بود تا این که در سال ۱۳۹۰ این وزارتخانه با وزارت راه و ترابری ادغام شد و وزارت راه و شهرسازی ایجاد شد؛ از آن زمان این سازمان وابسته به وزارت راه و شهرسازی است. در سال ۱۳۷۵، سه سال بعد از تغییر نام سازمان، اساسنامه آن نیز تغییر کرد. براساس این تغییر، سازمان به شرکتی سهامی تبدیل شد و وظایف آن نیز بازبینی شد. براساس این تغییرات، برخی از وظایف این سازمان عبارت است از اجرای قانون زمین شهری، تدوین برنامه‌های بخش مسکن و بسترسازی برای اجرای برنامه‌ها از طریق الگوسازی، سرمایه‌گذاری به‌طور مستقل یا با مشارکت بخش عمومی و خصوصی، تحصیل وام و مشارکت در ایجاد کارخانه‌های تهیه مصالح ساختمانی.

### رؤسای سازمان از زمان تغییر اساسنامه
- فریدون درویش‌زاده از آذر سال ۱۳۷۶ تا آذر ۱۳۸۴[۲]
- مهدی ذاکرالحسینی از آذر سال ۱۳۸۴ تا دی ۱۳۸۶[۳]
- احمد اصغری مهرآبادی از دی سال ۱۳۸۶ تا شهریور ۱۳۹۲[۴]
- محمد پژمان از شهریور سال ۱۳۹۲ تا اردیبهشت ۱۳۹۵[۵]
- حمیدرضا عظیمیان از اردیبهشت سال ۱۳۹۵ تا آبان ۱۳۹۷[۶]
- علی نبیان از آبان سال ۱۳۹۷ تا دی ۱۳۹۹[۷]
- احمد اصغری مهرآبادی برای دومین بار از دی سال ۱۳۹۹ تا دی ۱۴۰۰[۸]
- علیرضا فخاری از دی سال ۱۴۰۰ تا آذر ۱۴۰۱[۹]
- ارسلان مالکی از آذر سال‌ ۱۴۰۱ تا آذر ۱۴۰۳[۱۰]
- علی نبیان برای دومین بار از آذر سال ۱۴۰۳ تاکنون‌[۱۱]

## مسکن مهر
در ابتدای طرح مسکن مهر در دولت محمود احمدی‌نژاد، وظیفه مدیریت و راهبری این طرح به سازمان ملی زمین و مسکن محول شد. اما در دولت حسن روحانی با توجه به موضوعات پیش آمده این اختیار از این سازمان سلب و در اختیار مجریه ویژه طرح مسکن مهر قرار گرفت.
در سال‌های ابتدایی پروژهٔ مسکن مهر، اظهار نظرهای مسئولین سازمان در خصوص نحوهٔ سرعت بخشیدن به این پروژه مورد نقد واقع شده‌بود. در سال‌های اخیر نیز، پس از آن که در تحویل برخی از ساختمان‌های طرح مسکن مهر مشکلاتی پیش آمد، نام سازمان ملی زمین و مسکن نیز به عنوان یکی از مقصران احتمالی در خبرها مطرح شد که با تغییر رئیس این سازمان این اتهامات احتمالی برطرف گردید.

## حفاظت اراضی
از سال ۱۳۹۵، زیر مجموعه‌ای برای این سازمان با نام یگان حفاظت اراضی ایجاد شد که از جمله وظایف آن جلوگیری از هر گونه اخلال، تصرف، تعرض، تجاوز در اراضی عمومی و شخصی است. یگان حفاظت سازمان ملی زمین و مسکن زیرمجموعه پلیس پیشگیری نیروی انتظامی جمهوری اسلامی ایران است و فرماندهی این یگان را سرهنگ حمیدرضا محمدشاهی  عهده‌دار است.

## افتخارات
سازمان ملی زمین و مسکن یک بار در سال ۱۳۹۰ و یک بار در سال ۱۳۹۵ در جشنواره شهید رجایی به عنوان یکی از ۲۰ دستگاه اجرایی برگزیده انتخاب شد.